# Tsovazar
Tsovazar (en arménien Ծովազար ; anciennement Tazakend puis Tazagyugh) est une communauté rurale du marz de Gegharkunik, en Arménie. Elle compte 2 839 habitants en 2008.